# Тарасенко Олег Володимирович
Тара́сенко Олег Володимирович (*23 червня 1990, місто Черкаси) — український футболіст, захисник. Брат футболіста Євгена Тарасенка.

## Біографія
Вихованець СДЮСШОР міста Черкаси, перший тренер Шевченко С. Г.

### Аматорська ліга
| Сезон | Команда         | Турнір    | Матчі | Голи |
| ----- | --------------- | --------- | ----- | ---- |
| 2008  | Ходак (Черкаси) | чемпіонат | 4     | 2    |

## Статистика виступів

### Професійна ліга
| Сезон     | Команда             | Турнір    | Матчі | Голи |
| --------- | ------------------- | --------- | ----- | ---- |
| 2008–2009 | Карпати (Львів)     | дубль     | 16    | 4    |
| 2009–2010 | Карпати (Львів)     | дубль     | 30    | 2    |
| 2010–2011 | Карпати (Львів)     | чемпіонат | 0     | 0    |
| 2010–2011 | Карпати (Львів)     | дубль     | 26    | 3    |
| 2011–2012 | Славутич (Черкаси)  | чемпіонат | 22    | 4    |
| 2011–2012 | Славутич (Черкаси)  | кубок     | 1     | 1    |
| 2012–2013 | Славутич (Черкаси)  | чемпіонат | 26    | 7    |
| 2012–2013 | Славутич (Черкаси)  | кубок     | 2     | 0    |
| 2013–2014 | Буковина (Чернівці) | чемпіонат | 6     | 0    |
| 2013–2014 | Славутич (Черкаси)  | чемпіонат | 9     | 4    |
| 2013–2014 | Славутич (Черкаси)  | кубок     | 2     | 1    |
| 2014–2015 | Черкаський Дніпро   | чемпіонат | 25    | 3    |
| 2014–2015 | Черкаський Дніпро   | кубок     | 2     | 0    |
| 2015–2016 | Черкаський Дніпро   | чемпіонат | 1     | 0    |
| 2015–2016 | Черкаський Дніпро   | кубок     | 1     | 0    |